# Gard Agdi
Gard Agdi (nórdico antiguo: Garðr Agði) aparece en la genealogía de Hversu Noregr byggdist como uno de los tres hijos del legendario rey Nór, quien dio nombre a Noruega. Fue un afamado caudillo vikingo y posiblemente su apodo "Agdi" se refiera al reino de Agder (nórdico antiguo: Agðir), al sur del país, actualmente Aust-Agder y Vest-Agder, aunque la genealogía le implica como monarca de Rogaland.
Gard tuvo siete hijos: Hörd (Hǫrðr), Rúgálf (Rúgálfr), Thrym (Þrymr), Végard (Végarðr), Freygard (Freygarðr), Thorgard (Þorgarðr), y Grjótgard (Grójtgarðr).
La palabra garðr significa «una parte de territorio» y es un elemento muy común para identificar lugares como Asgard, Midgard, Miklagard (antigua Constantinopla), Hólmgard (hoy Nóvgorod), etc. En el caso de Gard Agdi es muy posible que sea la personificación de la tierra de Agder.